# Leyndardómar Reykjavíkur 2000
Leyndardómar Reykjavíkur 2000 (Reykjavíkmysterier 2000) är en kriminalroman skriven av medlemmarna i Islands kriminalförfattare . Varje författare har skrivit var sitt kapitel.

## Författare
- Arnaldur Indriðason
- Árni Þórarinsson
- Birgitta Halldórsdóttir
- Gunnar Gunnarsson
- Hrafn Jökulsson
- Kristinn Kristjánsson
- Stella Blómkvist
- Viktor Arnar Ingólfsson